# Gro Harlem Brundtland
Gro Harlem Brundtland (ur. 20 kwietnia 1939 w Bærum) – norweska polityk i lekarka, działaczka Partii Pracy i jej przewodnicząca w latach 1982–1991, parlamentarzystka i minister, trzykrotnie premier Norwegii (1981, 1986–1989 i 1990–1996), w latach 1998–2003 dyrektor generalna Światowej Organizacji Zdrowia.

## Życiorys
W 1960 wyszła za mąż za Arne Olava Brundtlanda. Studiowała medycynę na Uniwersytecie w Oslo, gdzie w 1963 uzyskała magisterium. Następnie kształciła się na Uniwersytecie Harvarda, na którym w 1965 uzyskała magisterium z zakresu zdrowia publicznego. Po powrocie do Norwegii pracowała w instytucjach publicznych zajmujących się ochroną zdrowia dzieci, w tym jako dyrektor wydziału w administracji miejskiej w Oslo.
Zaangażowała się w działalność polityczną w ramach Partii Pracy. W 1974 otrzymała nominację na ministra środowiska, resortem tym kierowała do 1979. W 1977 po raz pierwszy została wybrana w skład Stortingu, z powodzeniem ubiegała się o reelekcję w kolejnych wyborach, zasiadając w norweskim parlamencie do 1997. W lutym 1981 po raz pierwszy została premierem, stając się jednocześnie pierwszą kobietą kierującą norweskim rządem. Zastąpiła Odvara Nordliegoo, który ustąpił z powodów zdrowotnych. Kilka miesięcy później Partia Pracy przegrała wybory, w konsekwencji zakończyła urzędowanie w październiku 1981.
Również w 1981 Gro Harlem Brundtland została przewodniczącą swojego ugrupowania, pełniła tę funkcję do 1992. W latach 1984–1987 na zaproszenie sekretarza generalnego ONZ przewodniczyła Światowej Komisji ds. Środowiska i Rozwoju (WCED), która opracowała raport zatytułowany Nasza wspólna przyszłość. W maju 1986 powróciła na stanowisko premiera, które zajmowała do października 1989. Ponownie objęła je w listopadzie 1990, urzędując do października 1996.
W latach 1998–2003 pełniła funkcję dyrektora generalnego Światowej Organizacji Zdrowia. W 2007 została specjalnym przedstawicielem ONZ do spraw zmian klimatu.
W 1994 otrzymała Międzynarodową Nagrodę Karola Wielkiego.